# Prince Sedan
Der Prince Sedan (jap. プリンスセダン, Purinsu Sedan) war ein Kompaktklasse-PKW und das erste durch einen Verbrennungsmotor angetriebene Modell des japanischen Automobilherstellers Prince Jidōsha Kōgyō, der vorher nur Elektroautos unter dem Namen Tama hergestellt hatte.
Die 4-türige Limousine in Pontonform mit sechs Sitzplätzen wurde im März 1952 zu Ehren der Amtseinführung des damaligen japanischen Kronprinzen Akihito als Prince AISH entworfen. Als Prince Sedan AISH-2 ging das Modell in Serienproduktion.
Angetrieben wurde das Fahrzeug von einem Reihenvierzylindermotor mit 1484 cm³ Hubraum, der zunächst 45 bhp (33 kW) bei 4000 min−1 leistete. Das höchste Drehmoment von 98 Nm wurde bei 2000 min−1 erreicht. Über ein manuelles Vierganggetriebe wurden die Hinterräder angetrieben. Die Höchstgeschwindigkeit betrug 110 km/h. 1953 wuchsen die Fahrzeuge um 59 mm in der Breite und 43 mm in der Höhe. 1955 wurde die Verdichtung des Motors von 6,5 auf 6,8 erhöht. Dadurch stieg die Leistung auf 52 bhp (38 kW) bei 4200 min−1, das Drehmoment auf 102 Nm bei 2400 min−1 und die Höchstgeschwindigkeit auf 115 km/h. 
1956 kam der Prince Sedan AMSH hinzu, der an einer in der Mitte V-förmig abgesenkten, verchromten Querstange im Kühlergrill zu erkennen war und in Zweifarbenlackierung (Dach, Kofferraumhaube und obere Hälften der Türen und hinteren Kotflügel in zweiter Farbe) ausgeliefert wurde.
1957 ersetzte der Skyline den Sedan.

## Quelle
- Eichi Mook: Japanese Historic Car Graffiti 1950-1969. Band 1 (1996), ISBN 4-7542-5055-9